# Ecpyrrhorrhoe puralis
Ecpyrrhorrhoe puralis is een vlinder uit de familie van de grasmotten (Crambidae), uit de onderfamilie van de Pyraustinae. De wetenschappelijke naam van deze soort is voor het eerst voorgesteld als Pionea puralis door Richard South in een publicatie uit 1901.
De soort komt voor in China (Hubei) en Japan.